# 가와다촌 (나가노현)
가와다촌(일본어: 川田村)은 일본 나가노현 가미타카이군에 있던 촌이다. 현재의 나가노시에 해당한다.

## 역사
- 1889년 4월 1일 - 정촌제 시행에 의해 가와다촌, 우시노시마촌의 구역을 확장해 성립하였다.
- 1959년 4월 1일 - 호시나촌, 와타우치촌과 합병해 와카호정이 성립하여, 동일 가와다촌은 폐지되었다.

## 교통

### 철도
- 나가노 철도
  - 가토선

### 도로
- 다니 가도(현 국도 제403호선)

## 참고문헌
- 角川日本地名大辞典 20 長野県